# Евриал (сын Офельта)

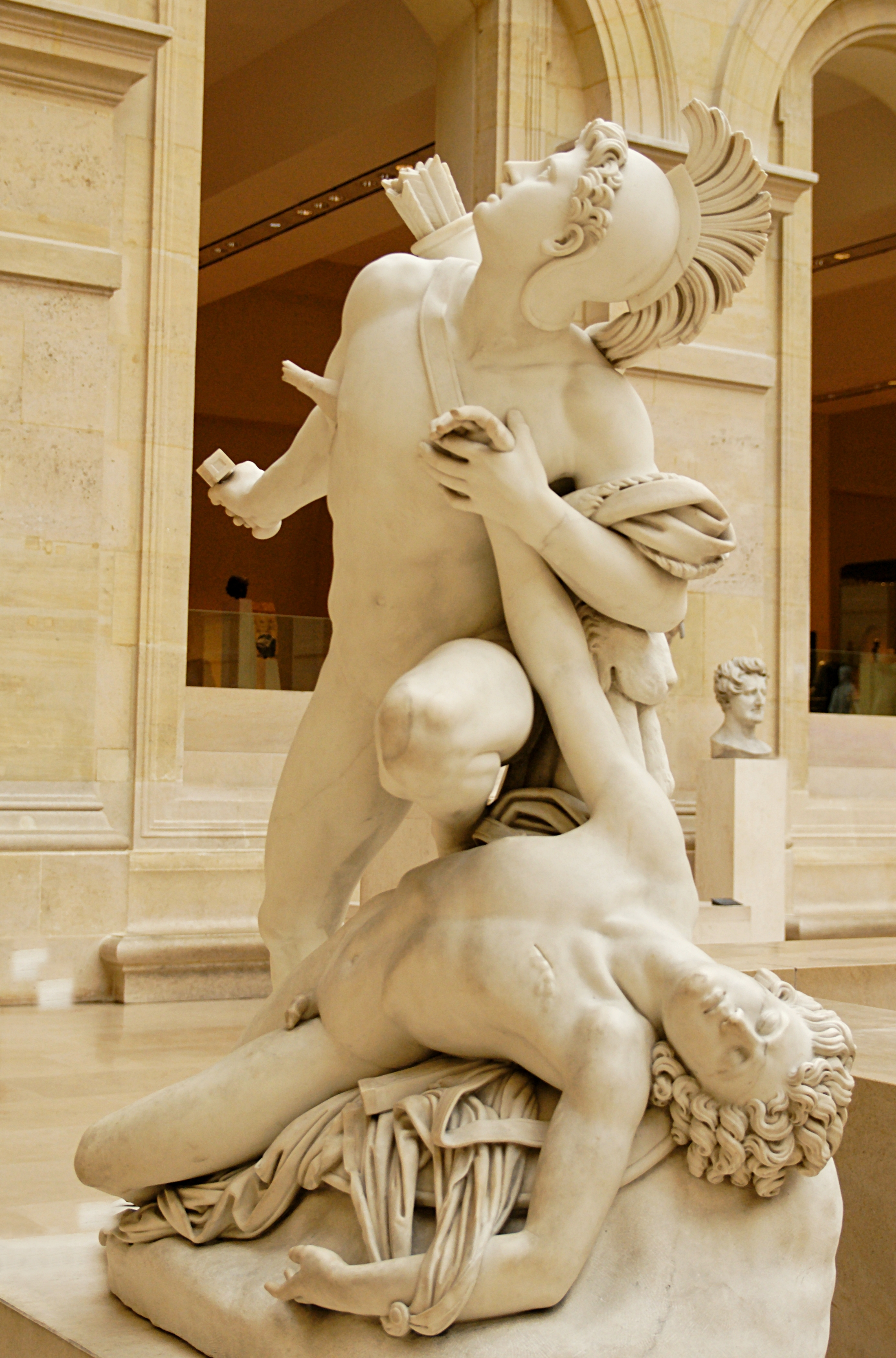
Нис и Евриал (скульптор Жан-Батист Роман, 1827, Лувр)

Евриал — античный герой, персонаж «Энеиды» Вергилия , сын Офельта. Спутник Энея, возлюбленный Ниса . Участвовал в погребальных играх по Анхису, победил в беге . Убит Вольцентом . Его мать оплакивает его . Упоминается Стацием .